# Trigonoptera complicata
Trigonoptera complicata là một loài bọ cánh cứng trong họ Cerambycidae.